# Jan Peka
Jan Peka (* 27. Juli 1894 in Rataje nad Sázavou, Böhmen, Österreich-Ungarn; † 21. Januar 1985 in Prag) war ein tschechoslowakischer Eishockeytorwart, der sein Heimatland bei einer Vielzahl von internationalen Turnieren vertrat und dabei unter anderem die Bronzemedaille bei den Olympischen Sommerspielen 1920 gewann.

## Karriere
Jan Peka spielte als Jugendlicher Fußball und Bandy, bevor er beim Studentský Hockey Cercle Karlín zum Eishockey kam. Zwischen 1910 und 193 nahm er mit dem SHC Karlín an der Eishockeymeisterschaft der böhmischen Kronländer teil und wurde 1913 in den Kader der böhmischen Nationalmannschaft berufen. Mit dieser nahm er an der Europameisterschaft 1913 teil, bei der er die Silbermedaille gewann. Nach diesem Erfolg wechselte er zum AC Sparta Prag, für den er anschließend als Fußball-Verteidiger aktiv war. 1914 wurde er zum Militärdienst einberufen und kämpfte während des Ersten Weltkriegs an der serbischen Front. Während dieser Zeit geriet er in Gefangenschaft und kehrte erst 1919 aus dem griechischen Thessaloniki nach Prag zurück.
Anschließend spielte er für die Eishockeymannschaft von AC Sparta Prag in der tschechoslowakischen Meisterschaft, ehe er 1927 zum damaligen Spitzenclub LTC Prag wechselte. Mit dem LTC wurde er in der Folge sechsmal Tschechoslowakischer Meister, gewann dreimal den Spengler Cup und zweimal den Tatra-Pokal. Nach der Saison 1935/36 beendete er seine Karriere.
Bei den Olympischen Sommerspielen 1920 in Antwerpen gewann er mit der tschechoslowakischen Nationalmannschaft die Bronzemedaille im olympischen Eishockeyturnier. Acht Jahre später nahm er auch am olympischen Eishockeyturnier der Winterspiele in St. Moritz teil und weitere acht Jahre später an den Winterspielen in Garmisch-Partenkirchen.

## Erfolge und Auszeichnungen
- Tschechoslowakischer Meister: 1931, 1932, 1933, 1934, 1935 und 1936 mit LTC Prag
- Gewinn des Spengler Cups: 1929, 1930 und 1932 mit LTC Prag
- Gewinn des Tatra-Pokal: 1930 und 1931 mit LTC Prag
- Aufnahme in die Tschechische Eishockey-Ruhmeshalle

### International
- 1913 Silbermedaille bei der Europameisterschaft (für Königreich Böhmen)
- 1920 Bronzemedaille bei den Olympischen Sommerspielen
- 1925 Goldmedaille bei der Europameisterschaft
- 1926 Silbermedaille bei der Europameisterschaft
- 1929 Goldmedaille bei der Europameisterschaft
- 1931 Bronzemedaille bei der Europameisterschaft
- 1933 Bronzemedaille bei der Weltmeisterschaft

Goldmedaille bei der Europameisterschaft
- 1934 Bronzemedaille bei der Europameisterschaft
- 1935 Bronzemedaille bei der Europameisterschaft
- 1936 Silbermedaille bei der Europameisterschaft

## Statistik
Jan Peka vertrat das Königreich Böhmen bei:
| - Europameisterschaft 1913 |

Jan Peka vertrat die Tschechoslowakische Republik bei:
| - Olympischen Sommerspielen 1920 - Europameisterschaft 1925 - Europameisterschaft 1926 - Europameisterschaft 1927 - Olympischen Winterspielen 1928 - Europameisterschaft 1929 - Weltmeisterschaft 1930 | - Weltmeisterschaft 1931 - Europameisterschaft 1932 - Weltmeisterschaft 1933 - Weltmeisterschaft 1934 - Weltmeisterschaft 1935 - Olympischen Winterspielen 1936 |

(Legende zur Torhüterstatistik: GP oder Sp = Spiele insgesamt; W oder S = Siege; L oder N = Niederlagen; T oder U oder OT = Unentschieden oder Overtime- bzw. Shootout-Niederlage; Min. = Minuten; SOG oder SaT = Schüsse aufs Tor; GA oder GT = Gegentore; SO = Shutouts; GAA oder GTS = Gegentorschnitt; Sv% oder SVS% = Fangquote; EN = Empty Net Goal; 1 Play-downs/Relegation; Kursiv: Statistik nicht vollständig)